# Massacre de Winnenden

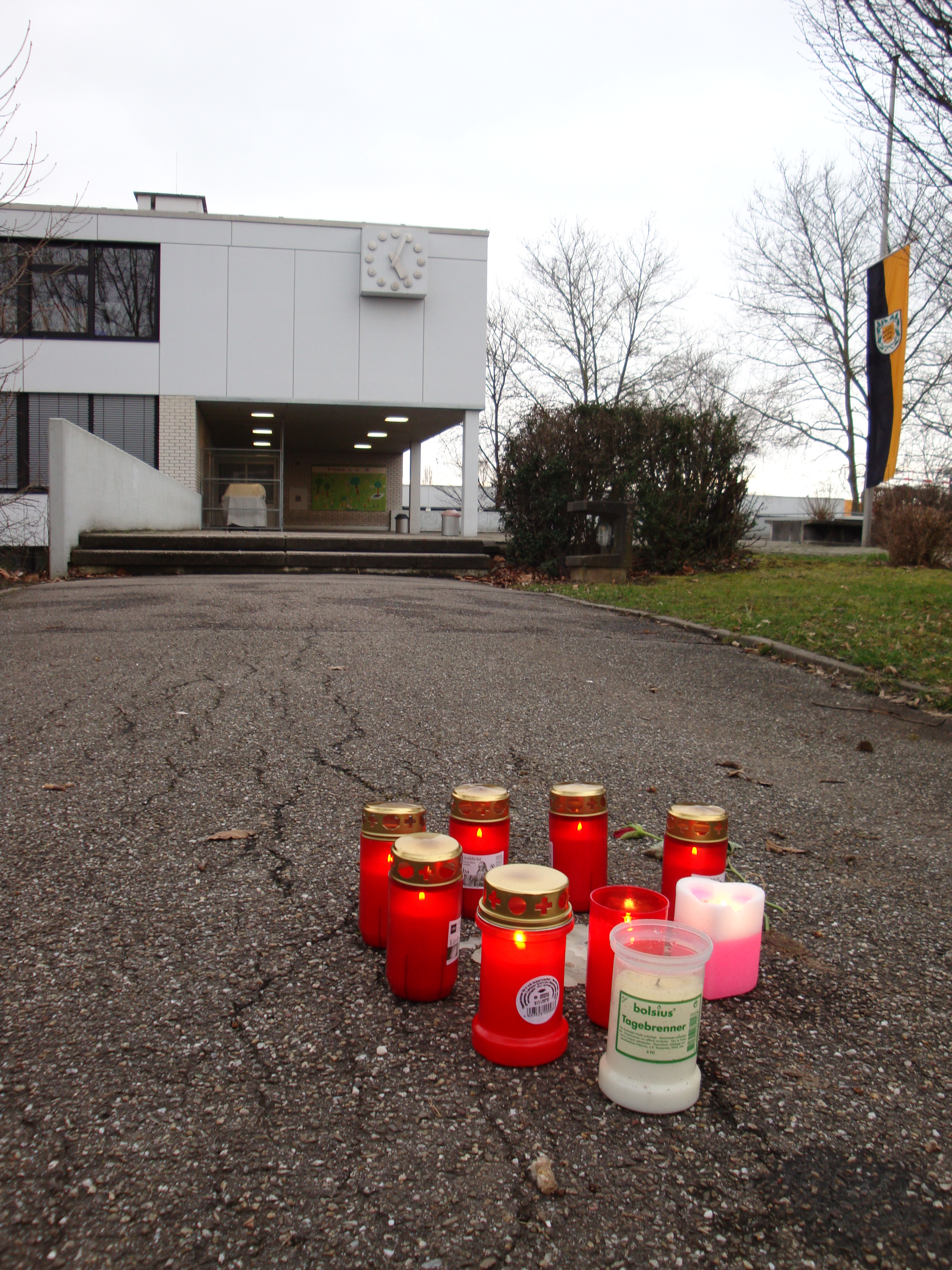
Entrada da escola Albertville em Winnenden

O Massacre de Winnenden aconteceu na manhã de 11 de março de 2009 numa escola secundária na cidade de Winnenden, no estado de Baden-Württemberg, sudoeste da Alemanha, e foi seguida por um tiroteio numa loja de automóveis nas proximidades da cidade de Wendlingen. O evento resultou em 16 mortes, incluindo o perpetrador suicida, Tim Kretschmer, de 17 anos, que havia se formado na escola no ano anterior. Várias pessoas ficaram feridas durante o incidente.

## Os tiroteios

### Escola Albertville
Na escola secundária de Albertville, aproximadamente às 09h30 da manhã (horário local), Tim Kretschmer abriu fogo com uma pistola semi-automática Beretta calibre 9mm que ele havia pego do quarto de seus pais. Segundo relatos de testemunhas, Kretschmer começou a atirar no primeiro andar do prédio, onde ele disparou contra duas salas de aula e um laboratório de química. Nas duas salas, o atirador matou nove estudantes (oito mulheres e um homem, todos com 14 a 16 anos de idade) e uma professora. Ele matou muitas das vítimas com tiros na cabeça. O perpetrador disparou mais de 60 tiros na escola. Como a maioria das vítimas era de mulheres, especulou-se que mulheres seriam seu alvo intencional.
O diretor fez um anúncio em código por toda a escola, onde dizia "a sra. KOMA está chegando" — onde KOMA referia-se a amok (termo usado durante o Império Britânico para designar elefantes em fúria) de trás para a frente; isto foi feito para alertar os professores da situação de modo que eles trancassem suas salas. Este código de alerta havia sido usado no Massacre de Erfurt em 2002, feito por Robert Steinhäuser, matado 16   pessoas, antes de cometer suicídio.
Após receber o chamado de emergência de um estudante às 09h33, três oficiais de polícia chegaram ao local cerca de dois minutos depois e entraram na escola, interrompendo os disparos. Kretschmer abriu fogo contra os policiais e fugiu do prédio, matando duas professoras que estavam no corredor por onde ele passou.

### Fuga e roubo de veículo
O perpetrador fugiu da cena do crime e matou o zelador de uma instituição psiquiatria próxima num parque. Um grande número de oficiais de polícia cercou o prédio da escola e procurou pelo atirador na cidade de Winnenden por horas, sem sucesso.
Por volta das 10:00, o atirador roubou um veículo minivan Volkswagen Sharan num estacionamento em Winnenden. De sua posição no banco de trás, ele ordenou ao motorista Igor Wolf que dirigisse até a cidade de Wendlingen, a cerca de 40 km de Winnenden. A jornada levou os dois primeiro à oeste rumo aos subúrbios de Stuttgart, capital do estado de Baden-Württemberg, viajando pelas cidades e distritos de Waiblingen, Fellbach e Bad Cannstatt até à rodovia B14 até o túnel Heslach na rodovia A81 em direção a Böblingen e Tubinga. Os dois então foram até a rodovia B27 antes de deixar a B313 em direção a Nürtingen.
Igor Wolf depois disse que, ao perguntar porque ele estava fazendo aquilo, o atirador respondeu "por diversão, porque é divertido" ("Aus Spaß, weil es Spaß macht"). De acordo com Wolf, o atirador também lhe revelou que tinha a intenção de recarregar os carregadores da pistola durante a viagem, e chegou a perguntar "você acha que ainda encontraremos alguma outra escola pelo caminho?" ("Meinst du, wir finden noch eine andere Schule?"), mas mudou de assunto rapidamente.
Pouco adiante depois da junção de Wendlinger com a rodovia A8, por volta das 12h00. o motorista refém pulou do carro ao jogá-lo no acostamento, em direção a um carro de polícia que estava parado.

### Tiroteio em  Wendlingen
O atirador imediatamente deixou o carro e correu em direção a uma área industrial entrando numa revendedora de automóveis da Volkswagen pela porta da frente. Ele ameaçou um vendedor e pediu a chave de um veículo. Enquanto Kretschmer se distraiu, o vendedor conseguiu fugir. O atirador então atirou e matou um dos outros vendedores e um cliente, deixando 13 balas nos corpos. Ao recarregar a arma, um outro vendedor e um visitante conseguiram sair pelos fundos.
O atirador reapareceu por volta das 12h30 e abriu fogo contra um veículo que ia passando pelo local. O motorista escapou sem se ferir. A polícia começou a chegar e teve início um tiroteio. Um oficial de polícia disparou oito tiros em direção a Kretschmer, atingindo-o com um tiro em cada uma das pernas.
O atirador retornou ao interior da loja de automóveis, de onde ele disparou 12 tiros contra os policiais de uma cidade próxima a Nürtingen, que começava a cercar o local. Ele então deixou o prédio pelos fundos e correu por um jardim de um complexo comercial, onde ele atirou e feriu dois oficiais de polícia que estavam em uma viatura não-caracterizada.
De acordo com os relatórios policiais, a partir deste ponto o atirador começou a disparar aleatoriamente, atirando em prédios e pessoas. Testemunhas disseram que o jovem de 17 anos recarregou a pistola e atirou contra a própria cabeça, cometendo suicídio. Os segundos finais do tiroteio foram registrados pela câmera de um telefone celular.
De acordo com a análise forense, durante todo o evento, Tim Kretschmer disparou um total de 112 tiros.

## Perpetrador
Tim Kretschmer (27 de julho de 1991 — 11 de março de 2009), residente no município de Leutenbach, graduou-se na escola secundária de Albertville em 2008 com notas relativamente baixas.
Na escola, Tim Kretschmer foi descrito como "uma pessoa solitária e frustrada que se sentia rejeitada pela sociedade". Um ex-amigo, que não quis se identificar, descreveu Tim como um estudante quieto que havia começado a se distanciar de seus colegas.
Ele foi um ávido tenista e planejava ser um jogador profissional. Marko Habijanec, um mesatenista croata que fora seu técnico no clube Erdmannhausen de 2000 a 2003, lembra dele como sendo "um pouco mimado", com seus pais fazendo tudo o que ele desejasse. De acordo com Marko, Tim Kretschmer tinha grandes dificuldades em aceitar a derrota — por vezes ele jogou sua raquete no chão e começou a chorar e gritar. Tim acreditava ser habilidoso, e denegria seus colegas de time abertamente. Quando Marko discutiu a atitude de Tim com sua mãe, ficou chocado ao vê-la dar razão ao filho.
A imprensa descobriu que Tim passou por tratamento contra depressão em 2008, mas a família negou.
Tim Kretschmer não tinha passagens pela polícia.
Cometeu suicídio em 11 de março de 2009, atirando em sua cabeça.

## Vítimas
Não foram fornecidos muitos detalhes a respeito das vítimas, mas elas foram identificadas como sendo:
- Jacqueline Hahn, 16
- Ibrahim Halilaj, 17
- Franz Josef Just, 57
- Stefanie Tanja Kleisch, 16
- Michaela Köhler, 26
- Selina Marx, 15
- Nina Denise Mayer, 24 (professora)
- Viktorija Minasenko, 16
- Nicole Elisabeth Nalepa, 17
- Denis Puljic, 36
- Chantal Schill, 16
- Jana Natascha Schober, 14
- Sabrina Schüle, 24 (professora)
- Kristina Strobel, 16
- Sigurt Peter Gustav Wilk, 46

## Eventos paralelos
A polícia chegou à casa da família Kretschmer por volta das 11h00 no dia do tiroteio. O pai de Tim Kretschmer possuía legalmente 15 armas e era membro do clube de tiro local (em alemão, "Schützenverein"). Deu-se por falta de uma pistola Beretta 9mm e de centenas de projéteis de munição. Das armas, 14 eram mantidas em local fechado e seguro, enquanto a Beretta era mantida no quarto.
Cinco dias após o incidente, promotores iniciaram os procedimentos preliminares de um processo de homicídio por negligência contra o pai de Tim, uma vez que a arma não havia sido apropriadamente trancada em local seguro, como requerido pela lei. As outras 14 armas foram confiscadas, e o pai anunciou que voluntariamente havia revogado suas licenças.
Numa entrevista coletiva em 12 de março, policiais relataram que Tim Kretschmer havia anunciado sua sequência de assassinatos várias horas antes na internet. No dia seguinte, a polícia afirmou que a mensagem não havia sido escrita do computador de Tim e que havia sido forjada.
Três semanas antes do ataque Tim havia escrito uma carta para seus pais, dizendo que ele estava sofrendo e que não aguentava mais continuar.